# Собінов Леонід Віталійович

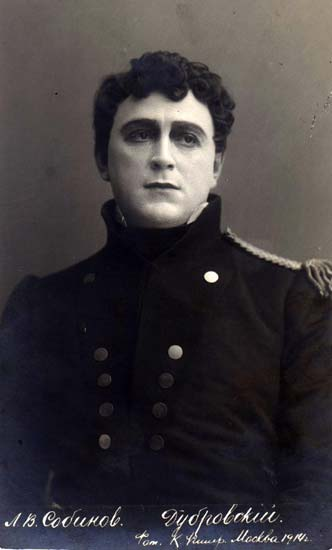
Собінов Леонід Віталійович

Леоні́д Віта́лійович Со́бінов (нар. 26 травня (7 червня) 1872, Ярославль — 14 жовтня 1934, Рига) — російський співак, ліричний тенор. Один з найвидатніших російських тенорів.

## Життєпис
З 1897 соліст Великого Театру; співав у трупі М. Садовського (у Москві, 1891) партії: Андрія («Запорожець за Дунаєм») і Петра («Наталка Полтавка»); 1906 концертував в Україні і виступав у Київській Опері (антреприза М. М. Бородая); 1918 — 1919 був головою Всеукраїнського Музичного Комітету та мистецьким керівником Київського оперного театру. В 1919 працював в Київському оперному театрі «Музична драма». На гастролях в Україні (1927—1928) співав свої партії українською мовою: Льоєнґріна (в однойменній опері Р. Ваґнера), Ленського («Євгеній Онєґін» П. Чайковського) та Левка («Майська ніч» М. Римського-Корсакова). З цього приводу Леонід Собінов згадував: «Майже весь сезон проспівав в Україні і співав українською. Уявіть: звучить поетично, красиво і легко».
Леонід Собінов у 1934 році відвідав сина, який жив на еміграції в Латвії (син брав участь у боях проти Червоної армії на боці білогвардійців і тому, звісно, не міг жити в сталінській Московії). По дорозі від сина Л. Собінов помер недалеко від Риги; є підозра, що він був отруєний за наказом Сталіна, оскільки по прибуттю тіла в Москву, розтин тіла не дозвлили провести.